# Auth (családnév)
Az Auth régi német családnév.

## Híres Auth nevű személyek
- Auth Csilla (1972) énekesnő
- Auth Ede (1939) zeneszerző
- Auth Henrik (1951) bankár
- Auth Magda (1955) rádióbemondó
- Auth Andrea a MathterMind (Lapot kérünk!) matematikaoktatást segítő kártyajáték megalkotója